# Zeugophora multnomah
Zeugophora multnomah is een keversoort uit de familie halstandhaantjes (Megalopodidae). De wetenschappelijke naam van de soort werd in 1971 gepubliceerd door Melville Harrison Hatch.